# 葡萄叶猕猴桃
葡萄叶猕猴桃（学名：Actinidia vitifolia）是猕猴桃科猕猴桃属的植物，为中国的特有植物。分布在中国大陆的云南、四川等地，生长于海拔1,600米的地区，常生于山坡林中，目前尚未由人工引种栽培。